# Alain Traoré
Alain Traoré (Bobo-Dioulasso, 1988. december 31. –) Burkina Fasó-i válogatott labdarúgó, jelenleg a dzsibuti élvonalban szereplő AS Arta/Solar7 játékosa.

## Pályafutása

### Klubcsapatban
2007 óta az AJ Auxerre játékosa, 2009-ben fél évet játszott a Stade Brest 29 csapatában is.

### A válogatottban
11 mérkőzésen 6 gólt szerzett a válogatottban, 2012-ben részt vett a 2012-es afrikai nemzetek kupája tornán, ahol Angola ellen gólt szerzett. A torna selejtezőjében 3 gólt szerzett Namíbia ellen.

## Statisztika

### A válogatottban
| Burkina Faso | Burkina Faso | Burkina Faso |
| Év           | Mérk.        | Gólok        |
| ------------ | ------------ | ------------ |
| 2006         | 1            | 0            |
| 2007         | 4            | 1            |
| 2008         | 1            | 0            |
| 2009         | 5            | 1            |
| 2010         | 3            | 2            |
| 2011         | 5            | 5            |
| 2012         | 7            | 3            |
| 2013         | 4            | 3            |
| 2014         | 3            | 2            |
| 2015         | 5            | 1            |
| 2016         | 5            | 1            |
| 2017         | 12           | 2            |
| 2018         | 2            | 0            |
| 2019         | 4            | 0            |
| 2020         | 2            | 0            |
| 2021         | 2            | 0            |
| Összesen     | 65           | 21           |

## Sikerei, díjai

### Klubcsapatokban
AJ Auxerre
- Coupe Gambardella döntős: 2007

 RS Berkane
- CAF-konföderációs kupagyőztes: 2019–20

### A válogatottban
Burkina Faso
- Afrikai nemzetek kupája bronzérmes: 2017[1][2]